# Ийсон
Ийсо́н (Uiseong) — повіт в Республіці Корея.
Повіт розташований на сході країни, на залізниці з Йонджу на південь до Тегу.
Населення повіту складало 59,608 жителів в кінці 2009 року на площі 1176 квадратних кілометрів. Адміністративний центр (головне місто) також називають Ийсон і мало 14,831 жителів в 2009 році.